# پلیس ابوظبی
پلیس ابوظبی (عربی: شرطة أبو ظبی) مرجع اصلی اعمال قانون در امارت ابوظبی، یکی از امارت‌های امارات متحده عربی است. این سازمان در سال ۱۹۵۷ تشکیل شد.

## رؤسای پلیس ابوظبی تاکنون
1. شیخ سلطان بن شخبوط آل نهیان (۱۹۵۷–۱۹۶۱).
2. شیخ مبارک بن محمد آل نهیان (۱۹۶۱–۱۹۷۴).
3. العقید (سرهنگ) محمد جمعة محمد الظاهری (۱۹۷۴–۱۹۷۵).
4. اللواء (سرلشکر) حمد سعید أحمد الحسانی (۱۹۷۵–۱۹۹۱).
5. العمید ثانی (سرتیپ دوم) عبید خمیس الرمیثی (۱۹۹۱–۱۹۹۵).
6. الفریق (سپهبد) سمو الشیخ سیف بن زاید آل نهیان (۱۹۹۵–۲۰۱۶).
7. اللواء (سرلشکر) محمد خلفان الرمیثی (۲۰۱۶–۲۰۱۹).
8. اللواء (سرلشکر) فارس خلف المزروعی (۲۰۱۹-اکنون)[۲]

## نگارخانه
پلیس ابوظبی از خودروهای اسپورت و گران‌قیمت در ناوگان خود استفاده می‌کند.

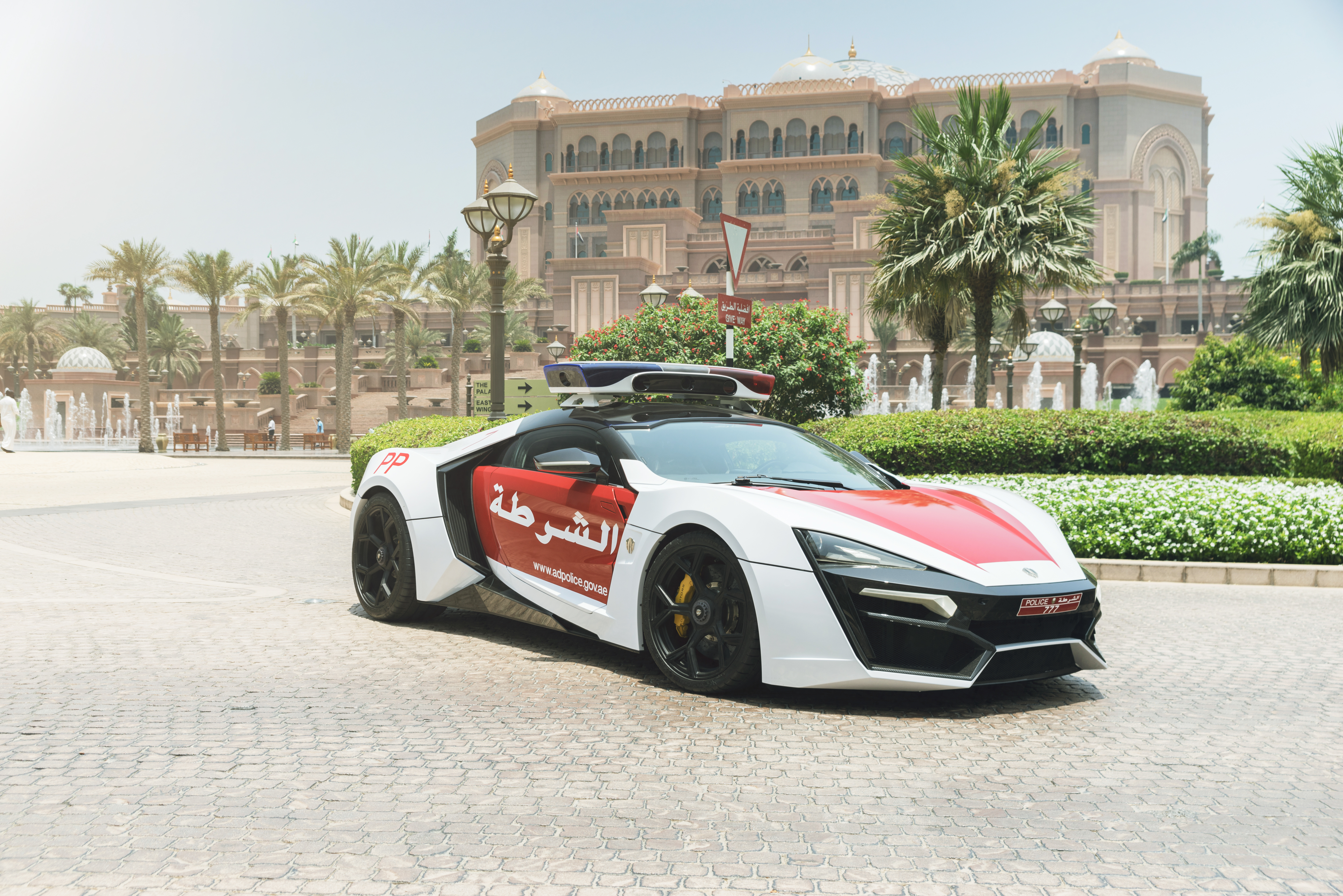
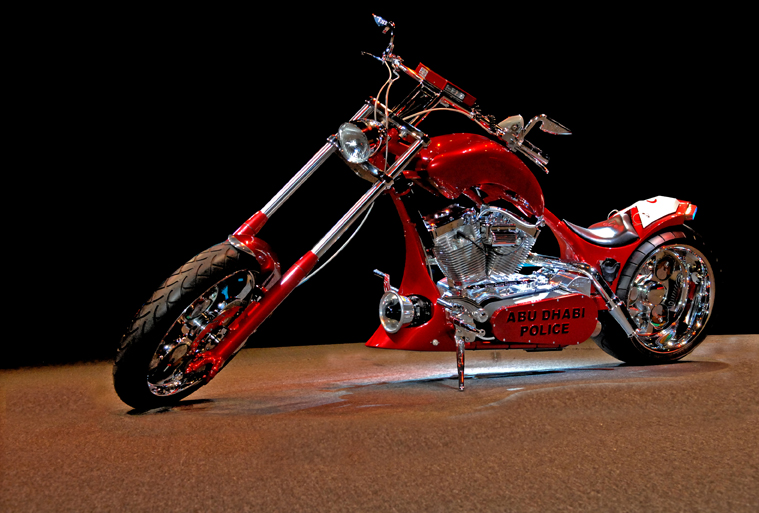
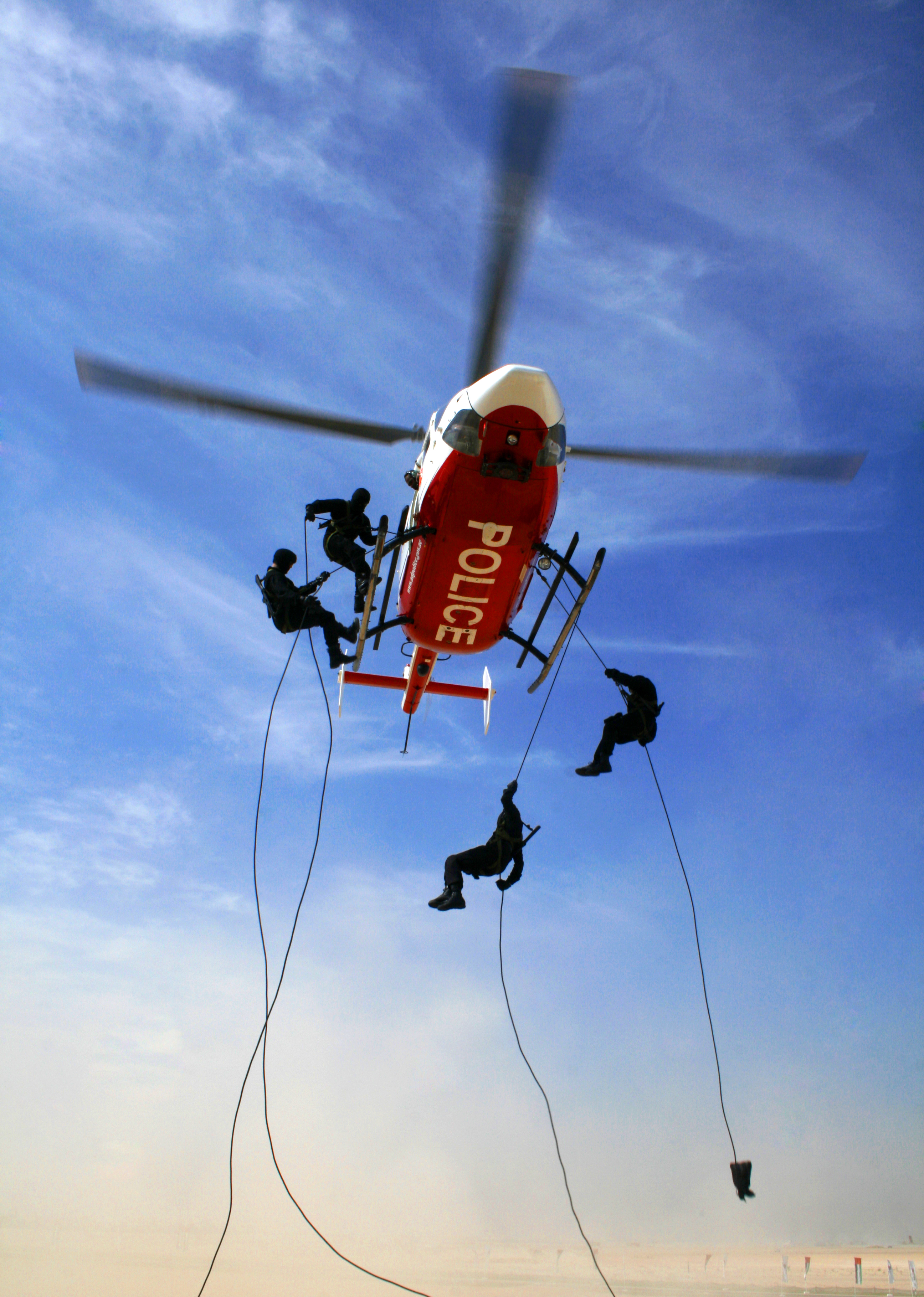